# 切萨雷·普雷斯卡
切萨雷·普雷斯卡（義大利語：Cesare Presca，1921年2月24日—1979年12月27日），意大利前男子足球运动员，场上位置是中场。他曾代表意大利国奥队参加1948年夏季奥林匹克运动会足球比赛。